# Roberto Pinheiro
Roberto Pinheiro da Silva (Parnamirim, Rio Grande do Norte, 9 de gener de 1983) és un ciclista brasiler professional des del 2010 i actualment militant a l'equip Soul Brasil Pro Cycling Team.

## Palmarès
- 2010
  - Vencedor de 2 etapes de la Volta a l'Uruguai
  - Vencedor de 2 etapes de la Volta a Gravataí
- 2011
  - 1r a la Prova Ciclística 9 de Julho
  - Vencedor d'una etapa de la Volta a Gravataí
  - Vencedor de 3 etapes del Tour de Brasil-Volta de l'Estat de São Paulo
- 2012
  - Vencedor d'una etapa del Tour de Rio
- 2013
  - 1r a la Prova Ciclística 9 de Julho
- 2015
  - Vencedor d'una etapa de la Volta a Rio Grande do Sul
- 2017
  -  Campió del Brasil en ruta
- 2024
  -  Campió del Brasil en ruta